# Hideaway Lake
Der Hideaway Lake (englisch für Versteck-See) ist ein 1 km langer und 0,5 km breiter See auf der westantarktischen James-Ross-Insel. Auf der Halbinsel The Naze liegt er 1,5 km südöstlich des Terrapin Hill in einem engen und steilwandigen Tal.
Das UK Antarctic Place-Names Committee benannte ihn 1993 so, weil der See erst beim Betreten des Tals einsehbar ist.